# Valensole
Valensole (vom lateinischen Valentiola, erstmals erwähnt im Jahr 909) ist eine französische Gemeinde mit 3.151 Einwohnern (Stand 1. Januar 2022) im Département Alpes-de-Haute-Provence in der Region Provence-Alpes-Côte d’Azur.

## Geografie

### Lage

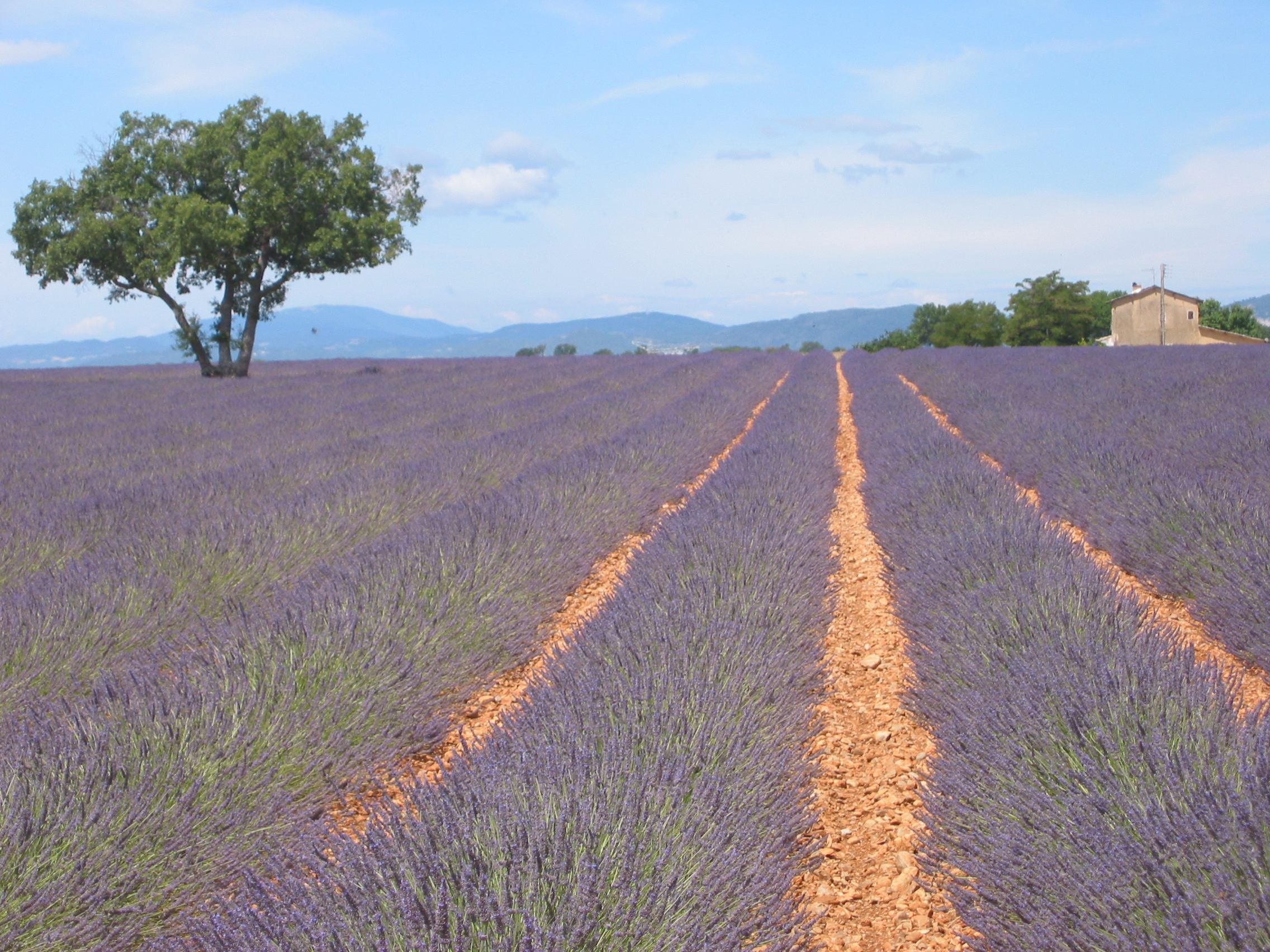
Lavendelfeld auf dem Plateau von Valensole

Valensole zählt der Fläche nach zu den größten französischen Gemeinden. Die Ortschaft liegt im Tal des Ruisseau Notre-Dame auf einer Hochebene der bergigen Provence und ist umgeben von Lavendel und Mandelbäumen sowie Weizenfeldern, die mit dem Tourismus die Haupteinnahmequelle bilden. Der Luftkurort Valensole liegt im Regionalen Naturpark Verdon. Das Gemeindegebiet umfasst die Hügellandschaft nordwestlich des Dorfes bis zu den Flüssen L'Asse im Norden und Durance im Westen.

### Geologie
Die Hochebene von Valensole liegt auf etwa 580 m ü. NN und wird durch mächtige Flussablagerungen gebildet, die aus Nagelfluh bestehen.

### Nachbargemeinden
| - Norden: Oraison, Le Castellet - Nordosten: Brunet - Osten: Riez - Südosten: Allemagne-en-Provence | - Süden: Saint-Martin-de-Brômes - Südwesten: Gréoux-les-Bains - Westen: Manosque (ca. 20 km entfernt), Volx - Nordwesten: Villeneuve |

Marseille ist 90 km entfernt.

## Wappen
| Wappenbeschreibung: Hintergrund Azur mit dem Großbuchstaben V in Gold und von einer goldenen Sonne gekrönt |

## Geschichte
In der Antike war das Gebiet von Valensole bereits besiedelt. Die römische Via Domitia führte durch das Areal.
Im Jahr 990 errichtete die Abtei von Cluny in Valensole ein Priorat. Im 11. Jahrhundert entstand eine Burg an der Stelle, die heute den Flurnamen La Moutte trägt. Ein Grundstück gehörte dem Kloster St-Victor in Marseille. Seit dem Jahr 1282 fanden in der kleinen Stadt Valensole wichtige regionale Märkte statt.
Am 1. Juli 1965 soll in der Nähe von Valensole ein UFO gelandet sein. Der Vorfall erregte seinerzeit großes Aufsehen. Am Ort des vermeintlichen Geschehens wurde ein entsprechendes Denkmal errichtet.

## Bevölkerungsentwicklung
| Jahr                       | 1962 | 1968 | 1975 | 1982 | 1990 | 1999 | 2006 | 2018 |
| Einwohner                  | 1712 | 1791 | 1721 | 1944 | 2202 | 2334 | 3224 | 3228 |
| Quellen: Cassini und INSEE |      |      |      |      |      |      |      |      |

## Kultur und Sehenswürdigkeiten

### Regelmäßige Veranstaltungen
Höhepunkte des Sommers sind das Lavendelfest (Fête de la lavande) und das Nudel und Hartweizenfest (Fête des pâtes et du blé).

### Bauwerke
Valensole ist ein typisches provenzalisches Dorf mit Häusern aus den vergangenen Jahrhunderten.
Die Grande Fontaine, der Hauptbrunnen aus dem 17. Jahrhundert auf dem Marktplatz ist seit 1962 als Monument historique klassifiziert. Einzelne Teile der daneben stehende Kirche Saint-Denis aus dem 11. Jahrhundert sind ebenfalls als Monument historique eingetragen.
Daneben sind sehenswert ein Bienenmuseum und das Trüffelhaus.
Siehe auch: Liste der Monuments historiques in Valensole

## Verkehr
Die Straße von Valensole zur Stadt Manosque führt auf der Brücke von Manosque über die Durance.

## In Valensole geboren
- Maiolus (910–994), Adliger, Priester, Benediktiner und vierzig Jahre lang Abt von Cluny
- Gaspard Jean-Baptiste de Brunet (1734–1793), General während der Französischen Revolution, hingerichtet
- Pierre de Villeneuve (1763–1806), französischer Vizeadmiral, Kommandeur in der Schlacht von Trafalgar